# Say It, Say It
Say It, Say It is een nummer van de Amerikaanse zangeres E. G. Daily uit 1986. Het is de eerste single van haar debuutalbum Wild Child.
"Say It, Say It" flopte in Amerika met een 70e positie in de Billboard Hot 100. In het Nederlandse taalgebied werd de plaat wel een hit; met een 11e positie in de Nederlandse Top 40 en een 8e in de Vlaamse Radio 2 Top 30.

## Tracklijst
7" single (1986)
1. "Say It, Say It" – 4:34
2. "Don't Let Them Take the Child Away" – 3:35

12" single (1986)
1. "Say It, Say It" (Extended version) – 6:52
2. "Say It, Say It" – 4:34
3. "Say It, Say It" (Dubversie) – 4:40